# Foto-Mem
Foto-Mem Inc. war eine US-amerikanische Firma, die Ende der 1960er Jahre optische Speichermedien konstruiert hat.
Die Firma wurde 1967 gegründet, mit dem Ziel, Massenspeicher für Computer zu bauen, die im Gegensatz zu den damals (und heute) üblichen Verfahren Daten nicht magnetisch auf Trommeln, Bändern oder Platten speichern, sondern auf optischen Medien.
Hierzu sollten die Daten auf Microfiche ähnlichen Filmkarten gespeichert werden und mit einem Laser wieder ausgelesen werden. Die Firma Foto-Mem erhoffte sich dadurch wesentlich höhere Schreibdichten als in den 1960ern übliche Magnetsysteme erreichen konnten. Das etwa schrankgroße System FM 390 wurde mit dem Slogan "Multi Billion Bit Capacity" (deutsch: viele Milliarden Bits Kapazität) beworben, was umgerechnet mindestens 120 Megabyte entsprochen hätte, nach damaligen Maßstäben eine gigantische Datenmenge. Durch eine Zusammenschaltung mehrerer FM 390 wären auch Kapazitäten im Gigabyte-Bereich möglich gewesen.
Der Aufbau des Gerätes sah vor, dass aus Kassetten mit Mikrofilmen automatisiert die Filme ausgewählt würden, die die gewünschte Information enthielten und diese dann mit einem Laser abgetastet würden. Als mechanisch problematisch stellte sich die zuverlässige Selektion eines bestimmten Films heraus, das dafür notwendige System namens RISAR sollte die Filme per Luftstrom separieren. Obwohl diese Technik damals nicht neu war und von anderen Firmen im Microfilmbereich auch angewendet wurde, funktionierte das System von Foto-Mem nie zuverlässig.
Ferner war die Justage des Leselasers sehr schwierig und musste per Hand und regelmäßig in kurzen Abständen durchgeführt werden. Der Laser war zum Zeitpunkt der Entwicklung der Foto-Mem-Geräte eine sehr neue Technologie, der erste Laser war erst 7 Jahre zuvor gebaut worden.
Anfang der 1970er Jahre gelang es Foto-Mem, eines seiner FM 390-Systeme an die New York Times zu verkaufen, die damit Inhalte alter Ausgaben archivieren wollte. Zu diesem Zeitpunkt verfügte der Hersteller jedoch über nicht mehr als einen Prototyp, der im Normalbetrieb händische Intervention erforderte. Trotz intensiver Bemühungen gelang es Foto-Mem über Monate hinweg nicht, das bei der New York Times aufgebaute Gerät dauerhaft in Betrieb zu nehmen.
Schließlich ging Foto-Mem das Geld aus und die Firma musste 1973 Konkurs anmelden, ohne je ein vollständig funktionierendes Gerät installiert zu haben.
Im Nachgang kam es zu Gerichtsprozessen, weil Anleger den Firmengründern Betrug vorwarfen: Dabei ging es hauptsächlich um den Aspekt, dass das Emissionsprospekt die Behauptung enthielt, die Firma hätte einen funktionstüchtigen Prototyp („Working Prototype“) und stehe am Beginn der Produktion, obwohl offenbar Teile des Verfahrens technisch noch nicht gelöst waren.
Obwohl die Produkte der Firma ein Misserfolg waren, nehmen sie zum Teil Prinzipien heutiger optischer Medien wie der CD vorweg, CD- oder DVD-ROM-Wechsler (Jukebox) sind die heutige Entsprechung des damaligen Konzepts.